# Vuelta a Colombia 2012
La 62.ª edición de la competencia de ciclismo masculino en ruta Vuelta a Colombia —denominada Vuelta a Colombia "Supérate"— se disputó desde el 12 hasta el 24 de junio de 2012.
La carrera tuvo un total de casi 1705 km divididos en un prólogo y 11 etapas, comenzando en Puerto Gaitán (Meta) y finalizando en Medellín (Antioquia).
Estuvo incluida en el calendario internacional del UCI America Tour 2011-2012 en la categoría 2.2, siendo la 22.ª carrera de dicha competición. 
El recorrido de esta edición fue una de las menos montañosas de los últimos años, con tres etapas de montaña, siete planas y una contrarreloj, además del prólogo inicial.
El número de etapas se redujo a 11 en vez de las 13 del año 2011. Estos cambios (menos etapas y menos montaña) se realizaron tras un acuerdo entre el presidente de la UCI Pat McQuaid y el presidente de la Federación Colombiana de Ciclismo, Jorge Ovidio González. La Vuelta a Colombia había caído de categoría internacional 2.2 a evento nacional (quedando fuera del calendario del UCI America Tour en 2012), luego de que en dos ediciones (2010 y 2011) no consiguiera la participación de equipos extranjeros. La dureza de la carrera, por su extensión y su alta montaña, eran los principales motivos por los cuales no había interés de participar por parte de equipos extranjeros. Mcquaid le realizó tres sugerencias a González para que la Vuelta a Colombia volviera al calendario internacional como carrera 2.2. Primero, realizar menos etapas de montaña; segundo, lograr la participación de 5 equipos extranjeros y tercero, reducir el número de etapas.
El ganador de la carrera fue por segundo año consecutivo el colombiano Félix «El Gato» Cárdenas, que además ganó tres etapas y el premio de la regularidad. Lo acompañaron en el podio sus compatriotas Alejandro Ramírez y Flober Peña.
Las clasificaciones secundarias fueron para Fernando Camargo (montaña), Karol Torres (metas volantes), Esteban Chaves (sub-23) y por equipos ganó la Lotería-Empresa de Energía de Boyacá.

## Equipos participantes
Tomaron parte de la carrera 23 equipos, 18 colombianos y 5 extranjeros. Dentro de los 18 colombianos participaron los 5 equipos profesionales con los que contaba el país esa temporada, 12 equipos amateurs y la selección de Colombia de pista que tomó la prueba como preparación para los Juegos Olímpicos de Londres.
De los extranjeros participaron 2 profesionales, el equipo irlandés pero con base italiana Utensilnord Named y el argentino San Luis Somos Todos. Además, tres equipos amateurs; UPV-Bancaja (España), Somos Carchi (Ecuador) y Pío Rico (Bolivia).
Iniciaron la carrera 192 ciclistas y finalizaron 138. La mayoría de los equipos colombianos estuvieron integrados por 10 pedalistas, excepto la selección de Colombia (6), Ciclo Ases (7); Servi Posos y Boyacá Orgullo de América (8) y Grupo Elite-El Mago Editores (9). Los extranjeros estuvieron integrados por 6 ciclistas, menos San Luis (5), UPV-Bancaja (7) y Somos Carchi (8).
| Equipo               | Categoría               |
| -------------------- | ----------------------- |
| Utensilnord Named    | Profesional Continental |
| San Luis Somos Todos | Continental             |
| UPV Bancaja          | Amateur                 |
| Somos Carchi         | Amateur                 |
| Pío Rico             | Amateur                 |

| Equipo                                        | Categoría               |
| --------------------------------------------- | ----------------------- |
| Colombia-Coldeportes                          | Profesional Continental |
| Movistar Continental                          | Continental             |
| Colombia-Comcel                               | Continental             |
| EPM-UNE                                       | Continental             |
| Aguardiente Antioqueño-Lotería de Medellín ** | Continental             |
| GW-Shimano                                    | Amateur                 |
| Super Giros-Redetrans                         | Amateur                 |
| Formesan-Bogotá Humana-Pinturas Bler          | Amateur                 |
| Boyacá Orgullo de América                     | Amateur                 |
| Lotería de Boyacá                             | Amateur                 |
| Néctar-Lotería de Cundinamarca                | Amateur                 |
| Grupo Elite-El Mago Editores                  | Amateur                 |
| 4-72 Colombia es Pasión                       | Amateur                 |
| Fuerzas Armadas                               | Amateur                 |
| Postal Express                                | Amateur                 |
| Ciclo Ases                                    | Amateur                 |
| Serviposos-Ciclo Gualdrón de Santander        | Amateur                 |
| Selección de Colombia                         |                         |

### Ciclistas
Varias figuras colombianas participaron de la Vuelta. Además del campeón 2011, Félix Cárdenas (GW-Shimano) lo hicieron Fabio Duarte y Darwin Atapuma (Colombia-Coldeportes); el campeón 2008 Giovanni Báez (EPM-UNE) y los ex categoría ProTour Mauricio Ardila y Marlon Pérez (Colombia-Comcel).
En los extranjeros, en el Utensilnord Named participó el español Patxi Vila; en el San Luis Somos Todos, Daniel Díaz; por el UPV-Bancaja compitió el olimpista 2008 Antonio Miguel Parra y a su vez, el equipo fue reforzado con dos colombianos, los hermanos Diego y Sebastián Tamayo y el chileno Carlos Oyarzún. En el equipo Pío Rico participó en ganador de la Vuelta a Bolivia 2011, Juan Cotumba.

## Recorrido
La carrera comenzó con un prólogo de 3,7 km en los llanos orientales, más precisamente en Puerto Gaitán, departamento del Meta. De allí, la 1.ª etapa transitó hasta Villavicencio, al pie de la cordillera oriental. De Villavicencio, la 2.ª etapa se transitó hasta Granada, retornando al punto de partida. La 3.ª, partió en Soacha, a escasos kilómetros de Bogotá (cordillera oriental) y se descendió al valle del río Magdalena. Luego se comenzó a ascender a la cordillera central culminando en Ibagué.
La 4.ª etapa fue la primera de alta montaña de la carrera. Con tres altos de 3.ª categoría y uno especial, comenzó en Ibagué y por la ruta 40 se ascendió la cordillera central pasando por el Alto Boquerón, Alto del Perico, Alto del Tigre y la subida hacia el mítico Alto de La Línea. Este último corona a 3242 m s. n. m. luego de 25 km de recorrido desde Cajamarca, teniendo una pendiente promedio de 6 % con una rampa máxima del 14%. Luego de descender, la etapa finalizó en Armenia.
Las etapas 5, 6, 7 y 8, transitaron por el valle del río Cauca, primero hacia el sur con finales en Cali y Popayán y luego hacia el norte finalizando en Palmira y Dosquebradas.
Regresó la montaña en la etapa 9, partiendo en Dosquebradas se puso rumbo a Pereira y La Virginia, para luego retornar y pasando por Santa Rosa de Cabal y Chinchiná finalizar en Manizales tras un último ascenso de 25 km. La décima etapa, desde Manizales se descendió al valle del Cauca, río que se bordeó desde Irra hasta La Pintada. Allí comenzó el primer ascenso de la jornada, el Alto la Quiebra de 2.ª categoría. Luego de pasar por Santa Bárbara, continuó el ascenso hacia el Alto de Minas (1.ª categoría). De allí en más, el camino en descenso los llevó primero a Caldas y luego a Medellín, punto final de la etapa.
La última etapa, una contrarreloj de 27,8 km. Los primeros 11,5 km, planos en las calles de Medellín para luego finalizar con el ascenso al Alto de Las Palmas.

## Etapas
| Etapa      | Fecha       | Recorrido                               | Distancia (km)      | Ganador             | Líder               |                     |
| ---------- | ----------- | --------------------------------------- | ------------------- | ------------------- | ------------------- | ------------------- |
| Prólogo    | 12 de junio | Puerto Gaitán - Puerto Gaitán           | 3,7 (CRI)           | Fabio Duarte        | Fabio Duarte        |                     |
| 1.ª etapa  | 13 de junio | Puerto Gaitán - Villavicencio           | 192,8               | Carlos Urán         | Félix Cárdenas      |                     |
| 2.ª etapa  | 14 de junio | Villavicencio - Granada - Villavicencio | 164,1               | Marco Zanotti       | Edwin Ávila         |                     |
| 3.ª etapa  | 15 de junio | Soacha - Ibagué                         | 198                 | Félix Cárdenas      | Félix Cárdenas      |                     |
| 4.ª etapa  | 16 de junio | Ibagué - Armenia                        | 130,2               | Félix Cárdenas      | Félix Cárdenas      |                     |
| 5.ª etapa  | 17 de junio | Armenia - Cali                          | 191,6               | Juan Pablo Forero   | Félix Cárdenas      |                     |
| 6.ª etapa  | 18 de junio | Cali - Popayán                          | 133                 | Edson Calderón      | Alejandro Ramírez   |                     |
|            | 19 de junio | Descanso en Popayán                     | Descanso en Popayán | Descanso en Popayán | Descanso en Popayán | Descanso en Popayán |
| 7.ª etapa  | 20 de junio | Popayán - Palmira                       | 149,1               | Marco Zanotti       | Alejandro Ramírez   |                     |
| 8.ª etapa  | 21 de junio | Palmira - Dosquebradas                  | 198,2               | Byron Guamá         | Alejandro Ramírez   |                     |
| 9.ª etapa  | 22 de junio | Dosquebradas - Manizales                | 119,5               | Fernando Camargo    | Félix Cárdenas      |                     |
| 10.ª etapa | 23 de junio | Manizales - Medellín                    | 196,4               | Félix Cárdenas      | Félix Cárdenas      |                     |
| 11.ª etapa | 24 de junio | Medellín - Alto de Las Palmas           | 27,8 (CRI)          | Fernando Camargo    | Félix Cárdenas      |                     |
|            | Total       | Total                                   | 1704,4              |                     |                     |                     |

## Desarrollo

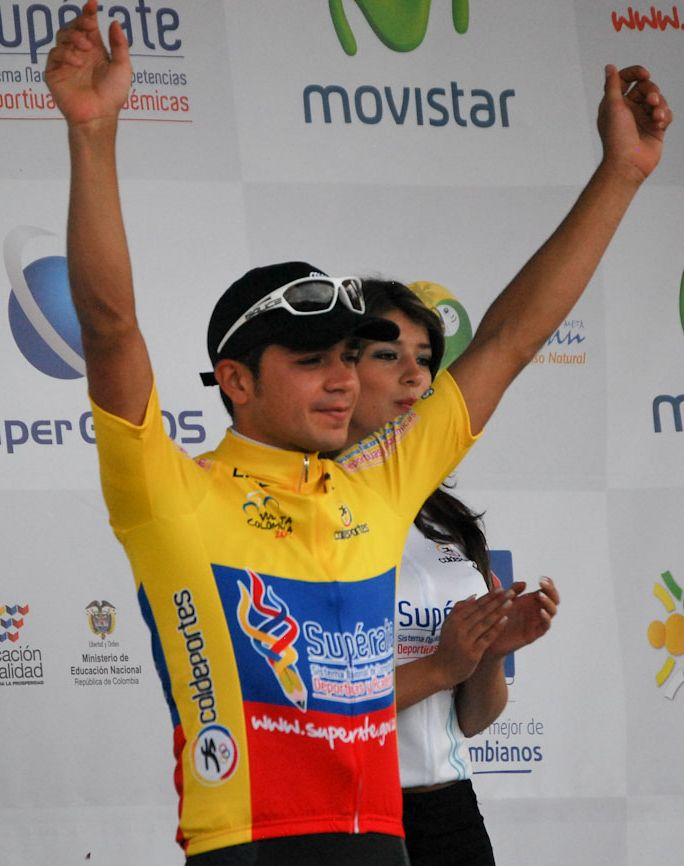
Fabio Duarte, primer líder de la carrera

### Prólogo (Puerto Gaitán)
La distancia programada del prólogo (4,6 km) fue recortada a 3,7 km y 192 ciclistas iniciaron la carrera, tras la no partida de siete corredores. Iván Mauricio Casas (Boyacá Orgullo de América)y Leandro Messineo (San Luis Somos Todos) ambos especialistas contrarreloj, fueron las ausencias más destacadas. Iniciando de a uno y cada un minuto, Marlon Pérez (Colombia-Comcel) fue el primero en registrar un buen tiempo, (4 minutos 34 segundos), pero poco después Félix Cárdenas (GW-Shimano) bajó ese tiempo en un segundo y posteriormente Fabio Duarte (Colombia-Coldeportes) quebró ese tiempo en 73 centésimas. Con 4 minutos 33 segundos y 8 centésimas, Duarte se colocó como líder de la carrera.

### Etapa 1 (Puerto Gaitán-Villavicencio)
Etapa plana y con tres metas volantes, todas bonificadas. Esto llevó a la lucha por los segundos de bonificación que se otorgaban y en la segunda logró vencer Felix Cárdenas seguido de Marlon Pérez. Con los tres segundos obtenidos por Cárdenas, pasó a ser el nuevo líder de la carrera. En cuanto a la etapa, luego de algunos intentos (el más largo protagonizado por Willinton Bustamante) se definió en sprint, siendo el ganador Carlos Urán del equipo 4-72 Colombia es Pasión.

### Etapa 2 (Villavicencio-Villavicencio)
Etapa con similares características a la anterior, plana y tres metas volantes. En éstas nuevamente hubo lucha por los segundos de bonificación y quién sacó más provecho fue Edwin Ávila que logró dos veces ser segundo. La fuga más destacada fue de Daniel Balsero (Formesan-Bogotá Humana-Bler), Cristian Talero y Santiago Ojeda (Lotería de Boyacá). A diez kilómetros para la meta en Villavicencio, la fuga fue anulada y en llegada masiva triunfo el italiano Marco Zanotti (Utensilnord Named), seguido de Jairo Cano Salas y Edwin Ávila. Con las bonificaciones obtenidas en las metas volantes más los cuatro segundos en la llegada, Edwin Ávila pasó a ser el nuevo líder de la general.

### Etapa 3 (Soacha-Ibagué)
Etapa con dos premios de montaña. El primero nada más iniciar la etapa (15,8 km) y luego un largo descenso hasta Melgar (Valle del Magdalena). Allí se produjo una fuga de once ciclistas, Rafael Montiel, Juan Esteban Arango, Walter Pedraza, Jaime Castañeda, Mario Rojas, Juan Diego Ramírez, Jonathan Millán, Carlos Julián Quintero, Daniel Balsero, Cristian Talero y Zaír Acuña, llegando a tener 3 minutos de diferencia. En el 2º ascenso al Alto Gualanday (170,8 km) Jonathan Millán y Juan Diego Ramírez, se distanciaron de sus compañeros de fuga, pero todos fueron capturados por el pelotón llegando a Ibagué. En una llegada con leve ascenso triunfó Félix Cárdenas que así logró recuperar el liderato de la carrera. Segundo fue Byron Guamá y tercero Esteban Chaves.

### Etapa 4 (Ibagué-Armenia)

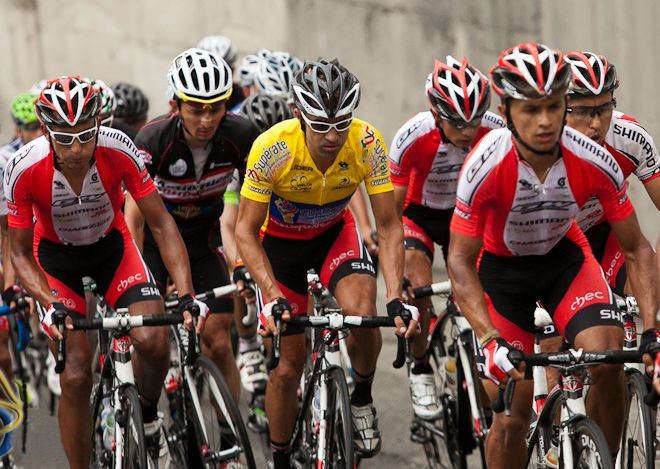
El líder Cárdenas resguardado por sus compañeros en el Alto de La Línea

Jornada clave con el ascenso al Alto de La Línea donde el pelotón controló varios intentos de fuga hasta el paso por Cajamarca. A partir de allí el grupo se fue seleccionando y a pocos kilómetros para coronar la subida Fernando Camargo (Lotería-Empresa de Energía de Boyacá) sacó ventajas y pasó primero por el puerto. 
En el descenso, Juan Diego Ramírez (Supergiros-Redetrans) superó en la ruta a Camargo y éste fue alcanzado por su compañero Rodolfo Torres. Para destacar en el descenso, el tercer clasificado Marlon Pérez, sufrió una caída que lo dejó fuera de la carrera. Faltando diez kilómetros para la llegada en Armenia, los tres ciclistas se unieron. Pero faltando 5 km, Torres quedó relegado continuando en punta Ramírez y Camargo. Desde atrás Cárdenas y su equipo (GW-Shimano) venía en una enfervorecida persecución junto con una veintena de ciclistas. A pocos metros del final y casi sobre la línea de meta los dos fugitivos fueron alcanzados y volvió a imponerse Félix Cárdenas dejando en segundo lugar a Juan Diego Ramírez y en tercero a Fabio Duarte. La clasificación general continuó encabezada por Cárdenas, seguido ahora de Duarte a 22 s y Ramírez a 33 s.

### Etapa 5 (Armenia-Cali)

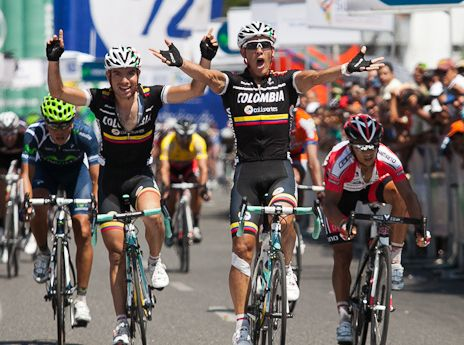
Juan Pablo Forero gana en Cali

Etapa larga (191 km), plana en la que los primeros intentos de fuga no se llevaron a cabo por el ritmo muy rápido que impuso el pelotón. No fue hasta pasar Tuluá que logró consolidarse una escapada de 11 hombres. Diego Calderón (Colombia-Comcel), Jonathan Paredes (Boyacá Orgullo de América), Óscar Álvarez (Aguardiente Antioqueño), Juan Esteban Arango (Selección de Colombia ), Óscar Soliz (Movistar), Alex Atapuma (Postal Express), Carlos Julián Quintero (Colombia-Coldeportes), José Salazar (Néctar de Cundinamarca), José Giménez (Lotería de Boyacá), Heberth Gutiérrez (Supergiros-Redetrans) y Antonio Miguel Parra (UPV-Bancaja), lograron sacar un máximo de 1:40 con respecto al lote principal. Pero a falta de 30 km la fuga quedó reducida a seis cuando se retrasaron Soliz, Atapuma, Álvarez, Quintero y Giménez. Los sobrevivientes aumentaron la ventaja a 3 minutos a falta de 20 km pero el pelotón organizó la persecución y con el 4-72 Colombia es Pasión y el GW-Shimano al mando, los tomaron a 10 km para llegar. Ya en las calles de Cali el Colombia-Coldeportes se armó con hasta 8 hombres al frente del pelotón preparando el sprint final para su velocista Juan Pablo Forero que finalmente se impuso sobre Jairo Cano Salas y Jeffrey Romero. La clasificación general no sufrió cambios.

### Etapa 6 (Cali-Popayán)

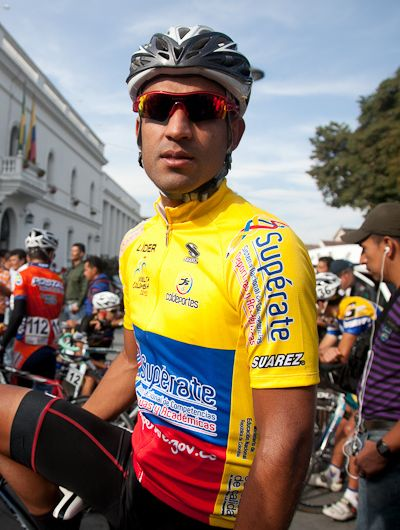
Alejandro Ramírez, pasó a liderar la carrera en la 6.ª etapa.

La sexta etapa con terreno quebrado, numerosos columpios y tres altos de 3.ª categoría, empezó con una fuga de 14 ciclistas que fue anulada durante el ascenso al primer premio de montaña en la Agustina. A falta de un kilómetro para la cima, el que atacó fue Fernando Camargo quién luego continuó en forma solitaria. El premio de montaña dividió al pelotón en varios grupos. Detrás de Camargo se formó un lote de 14 integrado por Luis Felipe Laverde (Colombia-Coldeportes), Alejandro Ramírez y Óscar Álvarez (Aguardiente Antioqueño), Diego Quintero (GW-Shimano), Alexander Giraldo (Supergiros–Redetrans), Róbigzon Oyola, Camilo Castiblanco y Camilo Suárez (EPM-UNE), Edgar Fonseca (Lotería-Empresa Energía de Boyacá), Edson Calderón (4-72 Colombia es Pasión), Óscar Soliz (Movistar Continental), Flober Peña (Néctar–Cundinamarca), Wilmar Pérez y Fabio Montenegro (Formesan-Bogotá Humana– Bler) y Luis Silva (Fuerzas Armadas). Detrás de estos, quedó el grupo del líder Cárdenas. A falta de 35 km para llegar a Popayán, Camargo contaba con 50s sobre el lote que lo perseguía y 2:45 sobre el de Cárdenas. Con esa diferencia Alejandro Ramírez ya era líder virtual de la carrera
En los últimos 20 km, numerosos ataques tanto en el lote de Cárdenas, como en el de Ramírez, acortaron la ventaja que llevaba Camargo, quién fue alcanzado a menos de un kilómetro para la meta. En el sprint venció Edson Calderón, seguido de Flober Peña y Felipe Laverde, mientras que el lote de Cárdenas llegó a 1:34.
Con esas diferencias hubo cambios y Ramírez pasó a encabezar la general quedando en 2º lugar Fabio Montenegro y 3º Flober Peña.

### Etapa 7 (Popayán-Palmira)

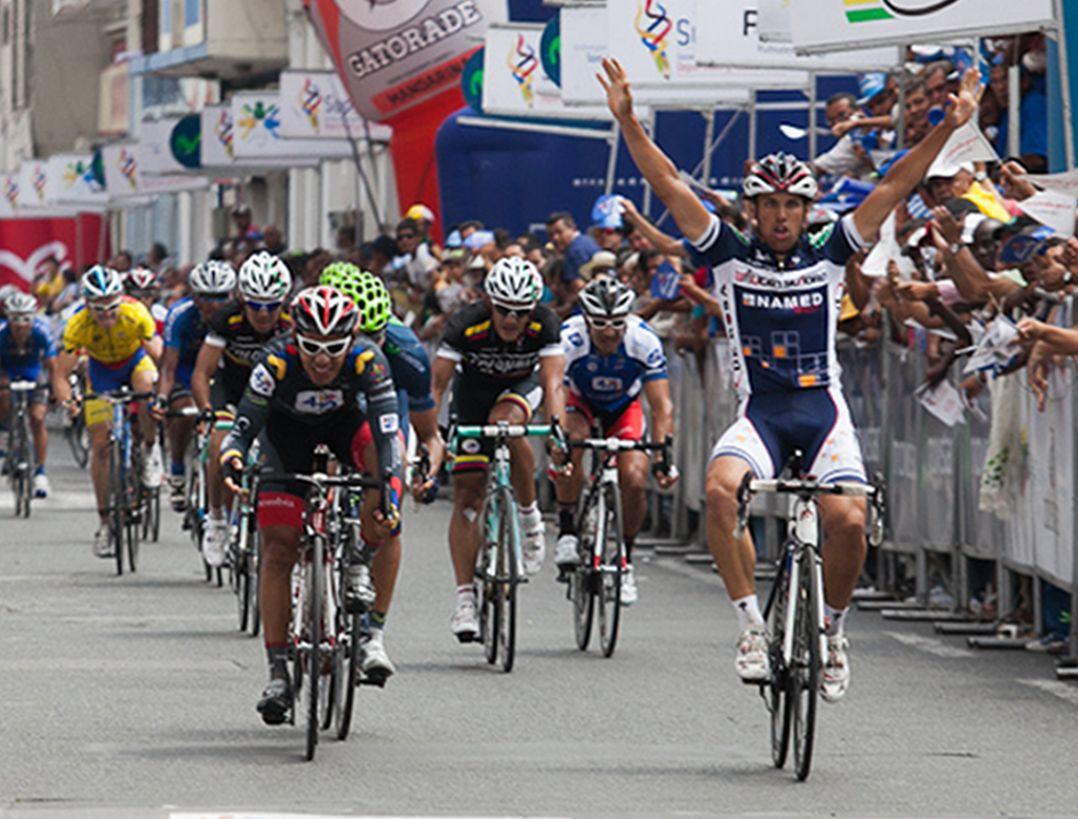
Llegada de la 7ª etapa

Luego de la jornada de descanso la 7.ª fue una etapa tranquila, donde el equipo Aguardiente Antioqueño-Lotería de Medellín comandó al pelotón para proteger al líder Ramírez. Solamente se destacó una fuga de Camilo Castiblanco (EPM-UNE), Mauricio Ardila (Colombia-Comcel), Byron Guamá (Movistar Continental), José Jiménez (Lotería de Boyacá), Wilson Cepeda (Formesan-Bogotá Humana-Bler) y Juan Sebastián Tamayo (UPV-Bancaja), pero que fue anulada a 30 km para el final. Con el pelotón agrupado, se llegó al sprint final que fue para el italiano Marco Zanotti logrando su segunda victoria siendo seguido por Carlos Urán y Marvin Angarita. En las primeras posiciones de la general no hubo variantes excepto los 3 segundos de bonificación que logró Félix Cárdenas en una meta volante recortando de 36 a 33 la diferencia con el líder Ramírez.

### Etapa 8 (Palmira-Dosquebradas)

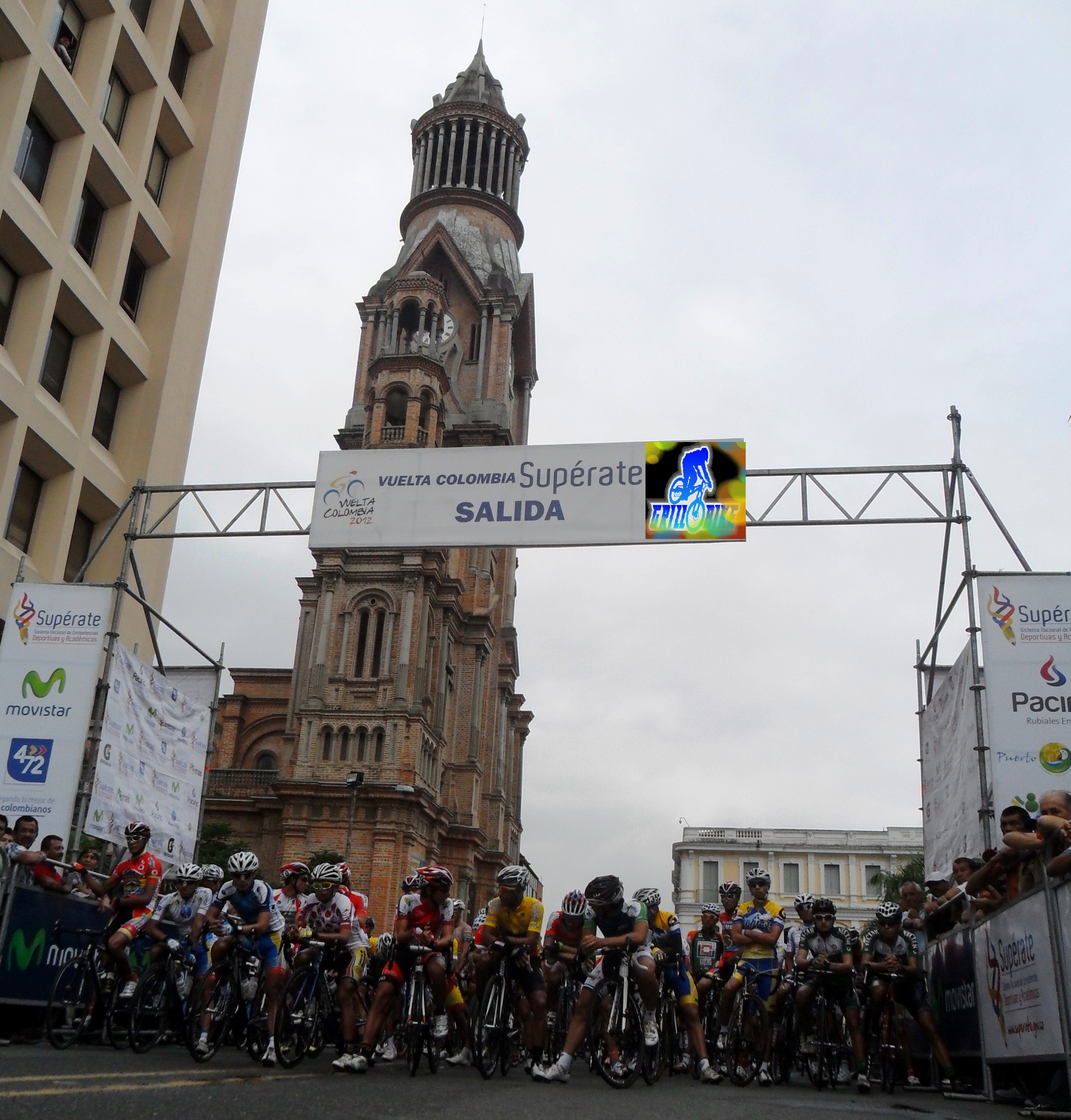
Partida de la 8.ª etapa.

Con similares características al día anterior, el pelotón permitió una fuga de 5 hombres que llegaron a tener 6 minutos de ventaja. Jairo Pérez (Lotería de Boyacá), Camilo Suárez (EPM-UNE), Ignacio Sarabia (Movistar Continental), Andrés Pantano (Supergiros-Redetrans) y Juan Alejandro García (Colombia-Comcel) se distanciaron antes de la primera meta volante y estuvieron en fuga durante 150 km.
A partir de Cartago, cuando terminó el terreno plano y comenzó el terreno en ascenso las diferencias comenzaron a disminuir. La fuga de 5 se redujo a 4 cuando Pantano perdió contacto y en el pasaje por Pereira la ventaja de los 4 fugados era de solamente un minuto. A dos kilómetros para la meta fueron absorbidos y en el sprint Byron Guamá (Movistar Continental), superó a Marco Zanotti, quedando en tercer lugar Jaime Castañeda (Colombia-Comcel). Sin cambios en la general, Alejandro Ramírez se mantuvo como líder otro día más.

### Etapa 9 (Dosquebradas-Manizales)
La primera parte de la etapa comenzó en calma. En la primera meta volante Félix Cárdenas (GW-Shimano) logró 3s de bonificación al pasar en 2º lugar. Luego la ruta comenzó a tener tendencia a ascender y en el Alto Industrial (2º de la jornada de 3ª categoría), Jesús Castaño (4-72 Colombia es Pasión) y Camilo Gómez (Colombia-Comcel) se distanciaron del pelotón. En el tercer puerto, (Alto Boquerón de 3ª categoría) se les unión otro hombre del Colombia-Comcel, Diego Calderón. Los tres no lograban más de 1 minuto 30 segundos de diferencia con el lote principal.
Luego del pasaje por Chinchiná comenzó el ascenso de 25 km y de 1ª categoría a Manizales. Allí, el líder de la clasificación de la montaña, Fernando Camargo (Lotería de Boyacá) lanzó el ataque, lo cual ocasionó que se desatara la lucha entre los favoritos. Camargo alcanzó y pasó a los fugados junto con Óscar Soliz (Movistar Continental) y en los últimos 3 kilómetros, se desprendió de él. Mientras en el grupo de favoritos, Cárdenas impuso el ritmo y solamente quedaron a su rueda Iván Parra (EPM-UNE) y Freddy Montaña (Movistar Continental). 
Camargo no pudo ser alcanzado y se quedó con la etapa, llegando en 2º lugar Cárdenas, 3º Parra (ambos a 12s) y 4º Montaña a 14s. El líder hasta ese momento, Alejandro Ramírez, arribó 30s detrás de Cárdenas, por lo cual este último volvió a recuperar el liderato por escasos 5s sobre Ramírez.

### Etapa 10 (Manizales-Medellín)
La etapa comenzó con el descenso desde Manizales al Valle del Cauca y el pelotón se dividió en dos donde el más perjudicado fue el líder de la montaña, Fernando Camargo quién volvió a conectarse con el grupo puntero ya en terreno llano. Mientras, adelante se concretaba una fuga de seis ciclistas pero que sin lograr mayores diferencias fueron alcanzados en La Pintada. Allí comenzó el Alto de la Quiebra (2.ª categoría), donde ganó Fernando Camargo y se aseguró la victoria en la clasificación de la montaña.
Ya en el Alto de Minas, el líder Félix Cárdenas impuso el ritmo en el lote de favoritos hasta que Iván Parra (EPM-UNE) lanzó el ataque. Tras él salió Fabio Duarte, quién luego de conectar con Parra a dos kilómetros para coronar, lo dejó atrás y llegó en primer lugar al puerto.
Duarte se lanzó en solitario en el descenso hacia Caldas en busca de la etapa, pero detrás Félix Cardenas comandaba un grupo reducido de 11 ciclistas que lo integraban además Alejandro Ramírez, Juan Diego Ramírez, Freddy Montaña, Víctor Niño, Flober Peña, Alex Cano, Darwin Atapuma, Iván Parra, Edson Calderón y Diego Mauricio Calderón. A cinco kilómetros de la meta anularon el intento de Duarte y en los últimos tramos, Cárdenas lanzó su ataque, desgranando al grupo. Ganó la etapa, seguido de Darwin Atapuma a 4s y Edson Calderón a 5s. En la clasificación general Cárdenas amplió la diferencia a 32s con el 2º Alejandro Ramírez ya que arribó a 14s. Flober Peña pasó al tercer lugar debido al retraso de Fabio Montenegro que llegó a más de 2 minutos y medio.

### Etapa 11 (Medellín-Alto de Las Palmas)
La última etapa, la cronoescalada desde Medellín al Alto de Las Palmas, fue ganada por el campeón del premio de la montaña Fernando Camargo. Camargo dejó en segundo lugar al líder, Félix Cárdenas que arribó a 50s y fue tercero Víctor Niño a 1:05. Cárdenas se aseguró de esa manera la victoria en la carrera ya que sus inmediatos perseguidores Alejandro Ramírez Calderón y Flober Peña pusieron un tiempo mayor que el suyo. Precisamente Ramírez y Peña lucharon hasta el final por el 2º lugar del podio. Los exactamente 33s que llevaba de ventaja Ramírez sobre Peña, este último se los descontó en la cronoescalada, pero en definitiva el segundo lugar quedó para Ramírez por escasas centésimas de segundo.

## Clasificaciones finales
- Las clasificaciones culminaron de la siguiente manera.[49]

### Clasificación general
| Clasificación general |                    |                                |                  |
| Ciclista              | Ciclista           | Equipo                         | Tiempo           |
| --------------------- | ------------------ | ------------------------------ | ---------------- |
| 1.º                   | Félix Cárdenas     | GW-Shimano                     | 38 h 52 min 32 s |
| 2.º                   | Alejandro Ramírez  | Aguardiente Antioqueño         | + 1 min 20 s     |
| 3.º                   | Flober Peña        | Néctar-Lotería de Cundinamarca | + 1 min 20 s     |
| 4.º                   | Juan Diego Ramírez | Supergiros-Redetrans           | + 2 min 12 s     |
| 5.º                   | Víctor Niño        | Lotería de Boyacá              | + 2 min 25 s     |
| 6.º                   | Fernando Camargo   | Lotería de Boyacá              | + 2 min 56 s     |
| 7.º                   | Alex Cano          | Aguardiente Antioqueño         | + 3 min 23 s     |
| 8.º                   | Freddy Montaña     | Movistar Continental           | + 3 min 47 s     |
| 9.º                   | Iván Parra         | EPM-UNE                        | + 4 min 21 s     |
| 10.º                  | Darwin Atapuma     | Colombia-Coldeportes           | + 4 min 36 s     |

| 11.º | Fabio Montenegro        | Formesan-Bogotá Humana-Bler | + 4 min 53 s  |
| 12.º | Fabio Duarte            | Colombia-Coldeportes        | + 5 min 04 s  |
| 13.º | Edson Calderón          | 4-72 Colombia es Pasión     | + 5 min 45 s  |
| 14.º | Rodolfo Torres          | Lotería de Boyacá           | + 6 min 30 s  |
| 15.º | Giovanni Báez           | EPM-UNE                     | + 6 min 46 s  |
| 16.º | Julián Rodas            | Aguardiente Antioqueño      | + 7 min 06 s  |
| 17.º | Óscar Soliz             | Movistar Continental        | + 10 min 09 s |
| 18.º | Esteban Chaves          | Colombia-Coldeportes        | + 11 min 43 s |
| 19.º | Arley Montoya           | GW-Shimano                  | + 12 min 01 s |
| 20.º | Diego Mauricio Calderón | Colombia-Comcel             | + 12 min 32 s |

### Clasificación de la montaña

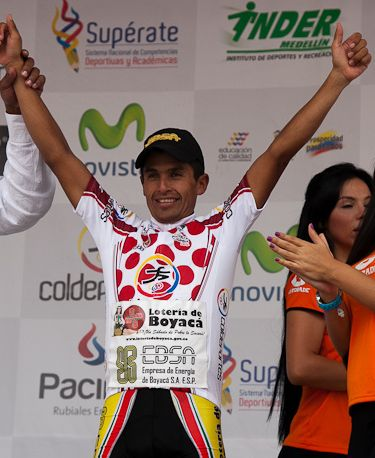
Fernando Camargo

Se otorgó puntos a los primeros ciclistas en pasar por los premios de montaña puntuables. Estos puntos variaban dependiendo del nivel de exigencia de la subida e iban desde 15 al 1º en los puertos FC (fuera de categoría) a 6 puntos al 1º en los de 3.ª categoría
| Clasificación de la montaña |                  |                             |        |
| Ciclista                    | Ciclista         | Equipo                      | Puntos |
| --------------------------- | ---------------- | --------------------------- | ------ |
| 1.º                         | Fernando Camargo | Lotería de Boyacá           | 88     |
| 2.º                         | Fabio Montenegro | Formesan-Bogotá Humana-Bler | 39     |
| 3.º                         | Didier Sastoque  | Formesan-Bogotá Humana-Bler | 26     |

### Clasificación de las metas volantes
Se otorgaron 5 puntos, 3, 2 y 1 a los cuatro ciclistas que pasaban primeros por las diferentes metas volantes ubicadas a lo largo de las etapas. Además, algunas tenían bonificación en tiempo (3s, 2s y 1s) que se descontaban a los ciclistas que las obtenían.
| Clasificación de las metas volantes |                |                             |        |
| Ciclista                            | Ciclista       | Equipo                      | Puntos |
| ----------------------------------- | -------------- | --------------------------- | ------ |
| 1.º                                 | Karol Torres   | GW-Shimano                  | 27     |
| 2.º                                 | Félix Cárdenas | GW-Shimano                  | 23     |
| 3.º                                 | Daniel Balsero | Formesan-Bogotá Humana-Bler | 15     |

### Clasificación de la regularidad
Se otorgan puntos a los diez primeros en cada etapa, desde quince puntos al 1º, hasta dos puntos al 10º.
| Clasificación de la regularidad |                  |                         |        |
| Ciclista                        | Ciclista         | Equipo                  | Puntos |
| ------------------------------- | ---------------- | ----------------------- | ------ |
| 1.º                             | Félix Cárdenas   | GW-Shimano              | 90     |
| 2.º                             | Edson Calderón   | 4-72 Colombia es Pasión | 42     |
| 3.º                             | Jairo Cano Salas | GW-Shimano              | 37     |

### Clasificación de los sub-23

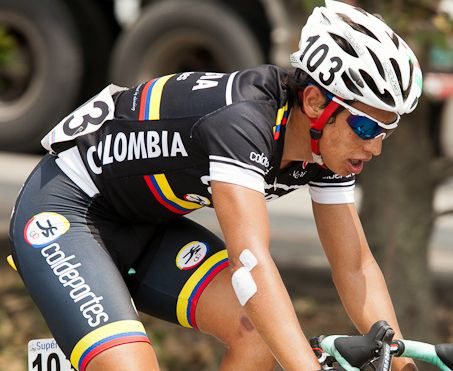
Esteban Chaves, el campeón sub-23

| Clasificación de los sub-23 |                 |                        |                  |
| Ciclista                    | Ciclista        | Equipo                 | Tiempo           |
| --------------------------- | --------------- | ---------------------- | ---------------- |
| 1.º                         | Esteban Chaves  | Colombia-Coldeportes   | 39 h 04 min 15 s |
| 2.º                         | Darwin Pantoja  | Aguardiente Antioqueño | + 7 min 55 s     |
| 3.º                         | Jefferson Rueda | Supergiros-Redetrans   | + 13 min 02 s    |

### Clasificación por equipos
| Clasificación por equipos |                                            |                   |
| Equipo                    | Equipo                                     | Tiempo            |
| ------------------------- | ------------------------------------------ | ----------------- |
| 1.º                       | Lotería-Empresa de Energía de Boyacá       | 116 h 45 min 53 s |
| 2.º                       | Aguardiente Antioqueño-Lotería de Medellín | + 1 min 30 s      |
| 3.º                       | Colombia-Coldeportes                       | + 7 min 23 s      |
| 4.º                       | GW-Shimano                                 | + 13 min 21 s     |
| 5.º                       | EPM-UNE                                    | + 13 min 39 s     |

## Evolución de las clasificaciones
| Etapa                   | Vencedor                | Clasificación general | Clasificación de la montaña | Clasificación de las metas volantes | Clasificación Regularidad | Clasificación de los jóvenes | Clasificación por equipos            |
| ----------------------- | ----------------------- | --------------------- | --------------------------- | ----------------------------------- | ------------------------- | ---------------------------- | ------------------------------------ |
| Prólogo                 | CRI) (Fabio Duarte)     | Fabio Duarte          | No se entregó               | No se entregó                       | No se entregó             | Kevin Ríos                   | GW-Shimano                           |
| 1.ª                     | Carlos Urán)            | Félix Cárdenas        | No se entregó               | Félix Cárdenas                      | Carlos Urán               | Esteban Chaves               | GW-Shimano                           |
| 2.ª                     | Marco Zanotti)          | Edwin Ávila           | No se entregó               | Edwin Ávila                         | Marco Zanotti             | Kevin Ríos                   | GW-Shimano                           |
| 3.ª                     | Félix Cárdenas)         | Félix Cárdenas        | Didier Sastoque             | Félix Cárdenas                      | Félix Cárdenas            | Jefferson Rueda              | GW-Shimano                           |
| 4.ª                     | Félix Cárdenas)         | Félix Cárdenas        | Fernando Camargo            | Karol Torres                        | Félix Cárdenas            | Esteban Chaves               | Aguardiente Antioqueño               |
| 5.ª                     | Juan Pablo Forero)      | Félix Cárdenas        | Fernando Camargo            | Edwin Ávila                         | Félix Cárdenas            | Esteban Chaves               | Aguardiente Antioqueño               |
| 6.ª                     | Edson Calderón)         | Alejandro Ramírez     | Fernando Camargo            | Karol Torres                        | Félix Cárdenas            | Esteban Chaves               | Aguardiente Antioqueño               |
| 7.ª                     | Marco Zanotti)          | Alejandro Ramírez     | Fernando Camargo            | Karol Torres                        | Félix Cárdenas            | Esteban Chaves               | Aguardiente Antioqueño               |
| 8.ª                     | Byron Guamá)            | Alejandro Ramírez     | Fernando Camargo            | Karol Torres                        | Marco Zanotti             | Esteban Chaves               | Aguardiente Antioqueño               |
| 9.ª                     | Fernando Camargo)       | Félix Cárdenas        | Fernando Camargo            | Karol Torres                        | Félix Cárdenas            | Esteban Chaves               | Lotería-Empresa de Energía de Boyacá |
| 10.ª                    | Félix Cárdenas)         | Félix Cárdenas        | Fernando Camargo            | Karol Torres                        | Félix Cárdenas            | Esteban Chaves               | Aguardiente Antioqueño               |
| 11.ª                    | Fernando Camargo)       | Félix Cárdenas        | Fernando Camargo            | Karol Torres                        | Félix Cárdenas            | Esteban Chaves               | Lotería-Empresa de Energía de Boyacá |
| Clasificaciones finales | Clasificaciones finales | Félix Cárdenas        | Fernando Camargo            | Karol Torres                        | Félix Cárdenas            | Esteban Chaves               | Lotería-Empresa de Energía de Boyacá |

## UCI America Tour
La carrera al estar integrada al calendario internacional americano 2011-2012 otorgó puntos para dicho campeonato. El baremo de puntuación es el siguiente:
| Posición                    | 1º | 2º | 3º | 4º | 5º | 6º | 7º | 8º |
| Clasificación general final | 40 | 30 | 16 | 12 | 10 | 8  | 6  | 3  |
| Por etapa                   | 8  | 5  | 2  |    |    |    |    |    |
| Lider General por etapa     | 4  |    |    |    |    |    |    |    |

Los puntos se repartieron de la siguiente forma:
| Clasificación |                        |                                |         |       |       |       |
| Posición      | Ciclista               | Equipo                         | General | Etapa | Líder | Total |
| ------------- | ---------------------- | ------------------------------ | ------- | ----- | ----- | ----- |
| 1.º           | Félix Cárdenas**       | GW-Shimano                     | 40      | 39    | 24    | 103   |
| 2.º           | Alejandro Ramírez      | Aguardiente Antioqueño         | 30      | -     | 12    | 42    |
| 3.º           | Fernando Camargo**     | Lotería de Boyacá              | 8       | 16    | -     | 24    |
| 4.º           | Flober Peña**          | Néctar-Lotería de Cundinamarca | 16      | 5     | -     | 21    |
| 5.º           | Marco Zanotti          | Utensilnord Named              | -       | 21    | -     | 21    |
| 6.º           | Juan Diego Ramírez **  | Supergiros-Redetrans           | 12      | 5     | -     | 17    |
| 7.º           | Fabio Duarte           | Colombia-Coldeportes           | -       | 10    | 4     | 14    |
| 8.º           | Carlos Urán**          | 4-72 Colombia es Pasión        | -       | 13    | -     | 13    |
| 9.º           | Byron Guamá            | Movistar Continental           | -       | 13    | -     | 13    |
| 10.º          | Víctor Niño**          | Lotería de Boyacá              | 10      | 2     | -     | 12    |
| 11.º          | Edson Calderón**       | 4-72 Colombia es Pasión        | -       | 10    | -     | 10    |
| 12.º          | Jairo Cano Salas**     | GW-Shimano                     | -       | 10    | -     | 10    |
| 13.º          | Juan Pablo Forero      | Colombia-Coldeportes           | -       | 8     | -     | 8     |
| 14.º          | Alex Cano              | Aguardiente Antioqueño         | 6       | -     | -     | 6     |
| 15.º          | Edwin Ávila**          | Selección de Colombia          | -       | 2     | 4     | 6     |
| 16.º          | Darwin Atapuma         | Colombia-Coldeportes           | -       | 5     | -     | 5     |
| 17.º          | Juan Pablo Villegas ** | GW-Shimano                     | -       | 5     | -     | 5     |
| 18.º          | Freddy Montaña         | Movistar Continental           | 3       | -     | -     | 3     |
| 19.º          | Iván Parra             | EPM-UNE                        | -       | 2     | -     | 2     |
| 20.º          | Jaime Castañeda        | Colombia-Comcel                | -       | 2     | -     | 2     |
| 11.º          | Marvin Angarita        | Movistar Continental           | -       | 2     | -     | 2     |
| 22.º          | Felipe Laverde         | Colombia-Coldeportes           | -       | 2     | -     | 2     |
| 23.º          | Jeffrey Romero         | Colombia-Coldeportes           | -       | 2     | -     | 2     |
| 24.º          | Esteban Chaves         | Colombia-Coldeportes           | -       | 2     | -     | 2     |
| 25.º          | Marlon Pérez           | Colombia-Comcel                | -       | 2     | -     | 2     |
| 26.º          | William Muñoz**        | Supergiros-Redetrans           | -       | 2     | -     | 2     |

- ** Sus puntos no van a la clasificación por equipos del UCI América Tour. Sólo van a la clasificación individual y por países, ya que los equipos a los que pertenecen no son profesionales.